# Djougou
Djougou Benin északnyugati részének legnagyobb városa, Donga megye székhelye. A község területe 3966 km2, lakossága 2002-ben 181 895 fő volt.
Djougou egy alkotmányos monarchia.

## Közlekedés és kommunikáció
Djougou a közlekedés és a kommunikáció egyik fő csomópontja. Kereskedelmi és utazási csomópontként működik, és egész évben könnyen megközelíthető. Négy fő út keresztezi egymást, és alkotja a város központját – a Cotonouba, Parakouba, Natitingouba és az Ouake-Togói határhoz vezető utak. Viszonylag gazdag városként a közösségnek vannak olyan tagjai, akik saját autóval rendelkeznek. A közösségben sok családnak van legalább egy motorja, amelyet elsődleges közlekedési eszközként használ. Ezenkívül Zémidjan városszerte könnyen megtalálható.
A mobiltelefonos kommunikáció nagyon egységes Djougouban, és az összes nagyobb fuvarozó szinte mindig szolgáltatást nyújt a környéken. Internetes kommunikáció is elérhető a kiberkávézókban és egyes irodaházakban, bár a kapcsolat nem mindig megbízható.

## Biztonság és védelem
A közösség tagjai által említett elsődleges biztonsági aggály az apró lopások, és a közösség tagjai óvintézkedéseket tesznek azáltal, hogy az értékeket zár alatt tartják. A lopás eseteit ritkán a rendőrség oldja meg, általában közösségi nyomással vagy esetenként fizikai, nyilvános megtorlással jutalmazzák a tolvajt. Két jelentős csendőrségi (rendőrségi) iroda működik Djougouban a Taifa melletti katonai tábor mellett. Ezek a biztonsági erők biztonságossá teszik a várost, hogy ne adják hozzá a rengeteg közvilágítást és a napelemes közvilágítási rendszer beáramlását.

## Testvérvárosok
Djougou testvérvárosai:
- Évreux, Franciaország[2]
- Al-Vakra, Katar[3]